# NGC 2351
NGC 2351 је група звезда у сазвежђу Једнорог која се налази на NGC листи објеката дубоког неба.
Деклинација објекта је - 10° 28' 58" а ректасцензија 7h 13m 30,0s. Привидна величина (магнитуда) објекта NGC 2351 износи 13,1.